# Hans Morten Rubin
Hans Morten Rubin (1. april 1932 i Holte – 20. december 2002) var en dansk journalist. Han var i mange år programchef for TV-Aktualitetsafdelingen og senere direktør for Nordisk Film.
Han sad fra 2000 i Danmarks Radios bestyrelse som repræsentant for partiet Venstre.
Han er begravet på Frederiksberg Ældre Kirkegård.